# Bimetalismo

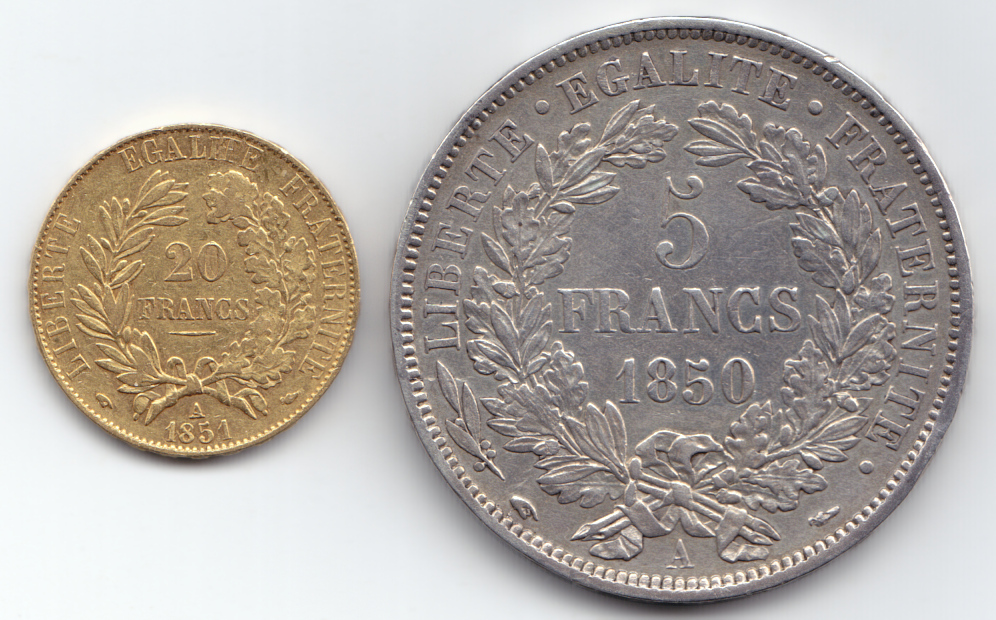
Moeda de ouro 20 francos e prata 5 francos, período da Segunda República Francesa. Peso 6,41 e 24,94 g. A proporção de ouro para prata 1:15,5 foi posteriormente adotada pela União Monetária Latina.

O bimetalismo, também conhecido na historiografia monetária internacional como «padrão bimetálico» é um sistema baseado na utilização de dois metais preciosos, tradicionalmente o ouro e a prata.
O bimetalismo foi o sistema monetário típico do século XIX; em certo sentido melhor do que operar com apenas um metal, no caso, o ouro, dadas as dificuldades em cunhar moedas de ouro de baixo valor agregado e de ampla circulação.

## O sistema bimetálico
O sistema bimetálico estabelecia uma taxa de troca entre os dois metais a um preço fixo, além de proporcionar um livre e ilimitado mercado para os dois metais, sem impor nenhuma limitação quanto ao uso e a cunhagem de ambos. Assim sendo, todo o papel-moeda em circulação (dinheiro) ou era convertível em ouro ou em prata.

## A União Monetária Latina
No entanto, um dos principais problemas internacionais da operacionalização de um sistema bimetálico ocorria quando cada país, independentemente, estabelecia a sua própria taxa de troca entre os dois metais, resultando frequentemente em taxas desajustadas de país para país. Numa tentativa de estabelecer o sistema bimetálico à escala internacional, a França, a Bélgica, a Itália e a Suíça deram forma à União Monetária Latina no ano de 1865. Esta União estabeleceu uma espécie de relação dominante entre os dois metais, desde que fosse para uso das mesmas unidades e emissão padrão das moedas.

## A queda do padrão bimetálico
Este sistema começou a cair após as manipulações na política monetária realizadas pela Itália e Grécia (admitidas mais tarde pelos demais países) e entrou em colapso rapidamente com a eclosão da Guerra Franco-Germânica (1870-1871). O futuro do padrão bimetálico aparentemente havia sido selado em 1867, numa conferência monetária internacional realizada em Paris, quando a maioria dos delegados optou pela adoção integral do padrão-ouro, embora o padrão bimetálico ainda tenha persistido durante todo o restante do século XIX até os anos iniciais do século XX.